# Pretoriana longirostris
Pretoriana longirostris là một loài ruồi trong họ Tachinidae.